# Георг Руперт фон Херберщайн
Георг Руперт фон Херберщайн (на немски: Georg Rupert, Freiherr von Herberstein-Sierndorf; † октомври 1612, Зирндорф) е австрийски благородник, фрайхер на Херберщайн в Зирндорф в Долна Австрия.

## Произход
Той е син на фрайхер Георг VI фон Херберщайн (* 18 юли 1501; † 18 септември 1560) и съпругата му Барбара Шрот фон Киндберг († 1532), дъщеря на Ахац Шрот фон Киндберг († 1550) и Катерина фон Вайсшприах. Брат е на фрайхер Леополд фон Херберщайн († 1606) е генерал-фелдмаршал, главен военачалник, президент на дворцовия военен съвет. Внук е на Георг IV фон Херберщайн (* 1469; † 4 март 1528) и Маргарет фон Ротал († 14 октомври 1518). Потомък е на Ото I ван Херберщайн (* ок. 1288; † 1338).
Фамилията се нарича на техния дворец Херберщайн, през 1537 г. е издигната на имперски фрайхерен, през 1644 г. на австрийски наследствени графове и през 1710 г. на имперски князе. Дворецът Херберщайн в Щирия е над 700 години собственост на фамилията (21. генерация) от 1290 г. до днес. Дворецът Зирндорф е през 1756 г. собственост на графовете фон Колоредо.
- Дворец Херберщайн, Щирия
 (от 1290 до днес)
- Дворец Зирндорф

## Фамилия
Георг Руперт фон Херберщайн се жени през 1570 г. за Мария Магдалена фон Ламберг цу Ротенбюл, дъщеря на фрайхер Балтазар фон Ламберг цу Ротенбюл († януари 1561) и Катерина фон Потчах. Те имат една дъщеря:
- Сидония фон Херберщайн (* 1574; † 26 юли 1608), омъжена на 1 септември 1592 г. в Грац за граф Георг Фридрих фон Хардег (* 1568; † 6 септември 1628, Виена); те имат син:
  - Юлиус III фон Хардег (* 21 март 1594; † 27 април 1684), граф на Хардег-Глац